# Christine Eichel
Christine Eichel (* 15. Oktober 1959 in Buer, Niedersachsen) ist eine deutsche Journalistin und Schriftstellerin.

## Leben
Eichel wuchs in einem Pfarrhaus auf und studierte in Hamburg Philosophie, Literatur- und Musikwissenschaften. Sie wurde 1989 mit einer Arbeit zu Theodor W. Adorno promoviert. Ihre Dissertation erschien 1993 unter dem Titel "Vom Ermatten der Avantgarde zur Vernetzung der Künste" im Suhrkamp Verlag. 
Eichel war in der Folgezeit als Autorin, Regisseurin und Moderatorin unter anderem für den NDR, den WDR, Arte und das ZDF tätig. Sie realisierte filmische Porträts über Persönlichkeiten wie Hans Magnus Enzensberger, Neil Postman, Vivienne Westwood und Friedrich Hollaender. Von 1994 bis 2002 moderierte sie beim NDR die Talksendung "Ohne Wenn und Amen" und im Jahr 2001 die SFB-Hörfunksendung „Klassik Plus“.
1998 veröffentlichte sie ihren ersten Roman „Gefecht in fünf Gängen“, der 2001 als Theaterstück am Badischen Staatstheater Karlsruhe uraufgeführt wurde. Von 2001 bis 2004 war sie Gastprofessorin am Institut für Theorie und Praxis der Kommunikation an der Universität der Künste Berlin. Ab 2004 leitete sie das Ressort „Salon“ des politischen Monatsmagazins Cicero. Unter ihrer Leitung erschien dort 2006 ein Beitrag von Eva Herman, der eine öffentliche Debatte über traditionelle Rollenbilder von Frauen auslöste und in Zusammenhang mit Hermans später veröffentlichtem Buch „Das Eva-Prinzip“ stand.
Im Mai 2010 übernahm Eichel die Leitung des Kulturressorts des Nachrichtenmagazins Focus in München. Sie verließ die Redaktion im September 2011.
Von 2007 bis 2021 war Eichel Mitglied der Jury des Kairos-Preises der Alfred Toepfer Stiftung F.V.S. und von 2008 bis 2016 Mitglied des Kulturfonds-Kuratoriums des Deutschen Sparkassen- und Giroverbands. Von 2014 bis 2017 war sie zudem im Stiftungsrat der Via Collegiata Christiana tätig, einer ökumenischen Stiftung mit Sitz in Erfurt.
2019 erschien ihre Biografie "Der empfindsame Titan" über Ludwig van Beethoven. 2024 folgte eine Biografie über Clara Schumann mit dem Titel "Clara – Künstlerin, Karrierefrau, Working Mom". Konstantin Sakkas deutete in der Neuen Zürcher Zeitung Eichels Einordnung Schumanns als "Frau, die hart zu sich selbst und zu ihrem Umfeld sein musste, es aber auch wollte" als kritischen "Wink auch an den Nachkriegsfeminismus".
Eichel lebt in Berlin und hat einen Sohn.

## Publikationen
- 2024: Clara – Künstlerin, Karrierefrau, Working Mom. Clara Schumanns kämpferisches Leben. Siedler, Berlin 2024, ISBN 978-3-8275-0174-5.
- 2020 Der Corona-Effekt: Zwischen Shutdown und Neubeginn. Was wir jetzt über uns lernen können. HarperCollins, Hamburg 2020, ISBN 978-3-7499-0093-0.
- 2019 Der empfindsame Titan. Ludwig van Beethoven im Spiegel seiner wichtigsten Werke. Karl Blessing Verlag München ISBN 978-3-89667-624-5.
- 2016 Der Rache süßer Atem. Roman, Aufbau Verlag, Berlin ISBN 978-3-352-00667-8.
- 2015 Deutschland, Lutherland. Warum uns die Reformation bis heute prägt. Sachbuch, Karl Blessing Verlag München, ISBN 978-3-89667-527-9.
- 2014 Deutschland, deine Lehrer. Warum sich die Zukunft unserer Kinder im Klassenzimmer entscheidet. Sachbuch, Karl Blessing Verlag München ISBN 978-3-89667-516-3.
- 2013 Die Mülldesignerin. Wie Katell Gélebart die Welt verändert. Sachbuch, Pendo Verlag, Starnberg ISBN 978-3-943416-02-2.
- 2012 Das deutsche Pfarrhaus. Hort des Geistes und der Macht. Quadriga Verlag, Köln, ISBN 978-3-86995-040-2.
- 2008 Von Bücherlust und Leseglück, Herausgeberin zusammen mit Jürgen Busche, Knesebeck Verlag München, ISBN 978-3-89660-558-0.
- 2007 Die Liebespflicht. Zwischen alten Eltern und kleinen Kindern. Sachbuch, Pendo Verlag ISBN 978-3-86612-110-2.
- 2006 Das Eva-Prinzip. Für eine neue Weiblichkeit, Sachbuch, mit Eva Herman, Pendo Verlag, Starnberg, ISBN 3-86612-105-9.
- 2004 Im Netz. Roman. Hoffmann und Campe Verlag Hamburg ISBN 3-455-01741-X.
- 2002 Es liegt mir auf der Zunge. Geschichten mit Geschmack. Anthologie, Herausgeberin, Goldmann Verlag München ISBN 3-442-45133-7.
- 2002 Der Salon. Roman mit Gerhard Meir, Hoffmann und Campe Verlag Hamburg ISBN 3-455-01740-1.
- 2000 Schwindel, Roman, Kiepenheuer & Witsch Verlag Köln ISBN 3-462-03103-1.
- 1998 Gefecht in fünf Gängen. Roman, Kiepenheuer & Witsch Verlag Köln ISBN 3-462-02681-X.
- 1993 Vom Ermatten der Avantgarde zur Vernetzung der Künste. Perspektiven einer interdisziplinären Ästhetik im Spätwerk Th. W. Adornos (zugleich Dissertation Hamburg 1989), Suhrkamp Verlag Frankfurt am Main ISBN 3-518-58138-4.